# Police Academy (serial)
Police Academy este un serial de animație american, numărând 2 de sezoane și peste 64 de episoade. Este bazat pe filmul omonim, Police Academy

## Personajele
- Carey Mahoney
- Larvell Jones
- Sweetchuck
- Zed
- Moses Hightower
- Laverne Hooks
- House
- Eugene Tackleberry
- Debbie Callahan
- Cap. Thaddeus Harris
- Proctor
- Eric Lassard
- Professor

## Episoade

### Sezoane 1
1. The Good, The Bad & The Bogus
2. Puttin' On The Dogs
3. Phantom of the Precinct
4. Cops & Robots
5. Police Academy Blues
6. A Blue Knight At The Opera
7. Worth Her Weight In Gold
8. For Whom The Wedding Bells Toll
9. Westward Ho Hooks
10. My Mummy Lies Over The Ocean
11. Numbskull's Revenge
12. Proctor, Call A Doctor!
13. Little Zed & Big Bertha
14. Curses On You!
15. Lights, Action, Coppers!
16. Camp Academy
17. The Tell Tale Tooth
18. Mr. Sleaze Versus Lockjaw
19. Spaced Out Space Cadets
20. Sweetchuck's Brother
21. Karate Cop
22. The Hang Ten Gang
23. Nine Cops And A Baby
24. Fish & Microchips
25. Precinct of Wax
26. Cop Scouts

### Sezoane 2
1. Professor Jekyll And Gangster Hyde
2. Operation Big House
3. Ship Of Jewels
4. Zillion Dollar Zed
5. The Comic Book Caper
6. The Monkey Trial
7. Rolling For Dollars
8. K-9 Corps And The Peking Pooch
9. Santa With A Badge
10. Suitable For Framing
11. Rock Around The Cops
12. Prince And The Copper
13. Now You Steal It, Now You Don't
14. Mad Maxine
15. Trading Disgraces
16. Champ
17. Wheels of Fortune
18. The Wolf Who Cried Boy
19. Snow Job
20. A Bad Knight For Tackleberry
21. Supercop Sweetchuck
22. Deja Voodoo
23. Flights Of The Bumbling Blues
24. Big Burger
25. Fat City
26. Elementary, My Dear Coppers!
27. Dr. Deadstone, I Presume
28. The Hillbilly Blues
29. Survival Of The Fattest
30. The Junkman Ransoms The Ozone
31. Grads On Tour
32. Like Coppers, Like Son
33. Ten Little Cops
34. Big Top Cops
35. Alpine K-9s
36. The Legend Of Robin Good
37. Hawaii Nine-0
38. Thieves Like Us